# ميلاني وونغ
ميلاني وونغ (بالإنجليزية: Melanie Wong) هي دراجة أمريكية، ولدت في 30 أكتوبر 1986.

## وصلات خارجية
- ميلاني وونغ على موقع الاتحاد الدولي للدراجات (الإنجليزية)
- ميلاني وونغ على موقع إحصائيات الدراجات الإحترافية (الإنجليزية)
- ميلاني وونغ على موقع نسبة الدراجات (الإنجليزية)